# Balanídeos
Balanídeos (Balanidae) é uma família de cracas pertencente à ordem Sessilia, contendo os seguintes géneros:
- †Alessandriella Carriol, 2001
- Amphibalanus Pitombo, 2004
- Arossia Newman, 1982
- Austromegabalanus Newman, 1979
- Balanus Da Costa, 1778
- †Concavus Newman, 1982
- Fistulobalanus Zullo, 1984
- Fosterella Buckridge, 1983
- Megabalanus Hoek, 1913
- Menesiniella Newman, 1982
- Notomegabalanus Newman, 1979
- Paraconcavus Zullo, 1992
- Perforatus Pitombo, 2004
- †Tamiosoma Conrad, 1857
- Tetrabalanus Cornwall, 1941
- †Zulloa Ross & Newman, 1996
- †Zulloconcavus Carriol, 2001